# Bismutur
Un bismutur és un compost químic format pel bismut i un altre element menys electronegatiu, o varis.
La majoria de bismuturs es poden considerar com a compostos intermetàl·lics, especialment si se'ls compara amb els fosfurs, arsenurs i antimonurs. Els bismuturs de metalls alcalins, alcalinoterris i actínids són, generalment, composts metàl·lics, amb enllaços Bi-Bi difícils de formular amb les regles habituals de valència. Exemples de polibismuturs amb enllaços homonuclears són {\textstyle K_{3}Bi_{2},K_{5}Bi_{4}} i {\textstyle Ba_{2}Bi_{3}}. El primer conté anions {\textstyle Bi_{2}^{3-}}, el segon anions {\textstyle Bi_{4}^{4-}} i el tercer anions {\textstyle Bi_{3}^{3-}}. D'altres, com ara el {\textstyle Ba_{11}Bi_{10}}, són més difícils d'explicar. Els bismuturs binaris, amb anions {\textstyle Bi^{3-}}, tenen estructures cristal·lines semblants als fosfurs o arsenurs. Així, per exemple, els bismuturs dels actínids trivalents tenen estructura de clorur de sodi. Alguns bismuturs ternaris són {\textstyle CeZnBi_{2}} o {\textstyle SrZnBi_{2}}.